# Хикс, Том
Том Хикс (англ. Thomas Ollis Hicks, род. 7 февраля 1946 года) — американский бизнесмен. По данным 2009 г. журнала Форбс, его состояние оценивается в 1 миллиард долларов.
Хикс является соучредителем инвестиционной компании Hicks, Muse, Tate & Furst и является председателем Hicks Holdings LLC, которая владеет и управляет Hicks Sports Group, компанией, владеющей «Техас Рейнджерс», «Даллас Старз», Mesquite чемпионате родео, а также владел пятьюдесятью процентами английского футбольного клуба «Ливерпуль».

## Биография
Родился в Далласе, штат Техас, затем переехал в Порт-Артур, штат Техас. Хикс окончил школу Томмаса Джерферсонна в 1964 году. Учился в университете штата Техаса в 1968 году, где получил статус бакалавра, состоял в обществе Сигма Фи Эпсилон. В 1970 году получил МВА в университете штата Южная Калифорния.

## Финансовая деятельность
Хикс создал Hicks Holdings, для управления компаниями и спортивными командами, которые ему принадлежат, а затем начал скупать компании стоимостью от 10 миллионов до 250 миллионов долларов, в том числе:
- компанию по производству электроники с 1000 рабочими в Китае
- начал новый рискованный проект с DirecTV, продавая пакеты телевизионных услуг
- ландшафтные материалы на Среднем Западе
- еду для собак в Аргентине
- Гаммалой — сдача в аренду нефтяного месторождения, купленное им у семьи своей жены примерно за 20 млн долларов в 1990-х годах

## Политика
В 2008 году Хикс был членом инициативного политического комитета, участвующего в кампании президентских выборов в США за бывшего республиканского главу Нью-Йорка Рудольфа Джулиани.

## Спорт
Первым спортивным клубом, которым он владел, был клуб НХЛ «Даллас Старз». Хикс купил его за 82 миллиона долларов.

## Коринтианс
В 1999 году Хикс купил спортивную команду «Коринтианс», самую успешную команду Бразилии. Клуб сначала выиграл Клубный чемпионат мира по футболу. После покупки клуба он сказал что построит новый стадион. Этого не произошло, так как у клуба возникла юридические и финансовые проблемы, он потом ушёл из команды, а затем её продал.

## Даллас Старз
Перед покупкой Хиксом команды она семь раз выигрывала дивизион, трофеи двух президентов, участвовала в Кубке Стэнли и выходила в финал. В декабре 1995 году Хикс покупает команду. Хикс выступает в качестве председателя совета директоров Старз и представителя клуба НХЛ в Совете Управляющих. Также сыграл важную роль в развитии и планировании American Airlines Center.

## Техас Рейнджерс
В июне 1998 года Хикс стал председателем и владельцем бейсбольного клуба «Техас Рейнджерс» из Американской лиги МЛБ. Рейнджерс выиграли Западный дивизион Американской Лиги в 1998 и 1999 годах, но не смогли выйти в World Series, серию за звание лучшей команды в американском бейсболе. После ухода из команды Муза, Тейта и Ферста, Рейнджерс закончили на последнем месте в своем дивизионе в 2003 году, Хикс пообещал восстановить команду, а также переход Алекса Родригеса ($ 252 млн в течение 10 лет) из «Нью-Йорк Янкис», проведя с игроком переговоры лично (контракт стал самым большим в истории лиги на момент заключения сделки). Хикс является членом совета директоров MLB Advanced Media, Интернет-вспомогательного ресурса МЛБ.

## Ливерпуль
1 февраля 2007 года, Английской прессе, стало известно, что Хикс и его деловой партнер Джордж Жиллет мл. хотели бы приобрести футбольный клуб Ливерпуль. Они предложили большую сумму за покупку футбольного клуба после этого другой претендент на покупку, Dubai International Capital, отозвал свою заявки. 6 февраля 2007 года сделка была признана состоявшейся, клуб был оценен в 218,9 миллионов стерлингов (432,9 миллиона долларов, 5000 фунтов стерлингов за акцию и 44,8 миллионов фунтов стерлингов в долг). Ливерпуль стал третьем футбольным клубом в Английской премьер-лиге, приобретенный американским бизнесменом, остальные два: Манчестер Юнайтед и Астон Вилла. Первоочередной задачей для клуба стало серебро в Английской премьер-лиге. Хикс поклялся построить новый стадион для клуба, для постройки будущего стадиона был выбран стадион Стэнли Парк. Однако вскоре стало ясно, что стадион не будет построен, и что большая часть доходов клуба, расходуются на кредит, взятый для того чтобы купить клуб.
22 января 2008 года на матче Ливерпуль - Астон Вилла фанаты Ливерпуля протестовали политики Жиллетта и Хикса, а также против финансового положения дел в клубе, призывая паре продать свои акции в «Ливерпуле». Ни владелец, ни его представитель Фостер Жиллетт не присутствовали на игре. Как сообщается ДВС хотела купить у Жиллета акции. Сообщалось, что он рассорился с владельцем клуба и хранит молчание. 7 марта 2008 года было сообщено что Жиллетт хочет продать акции ДВС, но Хикс эту сделку заблокировал. В интервью газете Время спорта в Канаде, Жиллет сказал, что он и его семья получили угрозы смерти от гневных фанатов ФК «Ливерпуль»: Болельщики не хотят его (Том Хикс), чтобы ещё одна акция свою долю в клубе, основанные на том, что они посылают мне.

## Благотворительность
Хикс в 1996 году была сопредседателем «Даллас еврейской коалиции бездомного проекта» Фогель Альков "", и получил в 2000 году Генри Кон Humanitarian Award "из Антидиффамационной лиги. [1]